# René Clair
René Clair, de verdadero nombre René Chomette (París, 11 de noviembre de 1898-15 de marzo de 1981) fue un cineasta y escritor francés. Miembro de la Academia Francesa, ocupó la silla número 19.

## Biografía
Se crio en el barrio parisino de Les Halles. Estudió en el Lycée Montaigne y en el Lycée Louis-le-Grand, donde inició su amistad con Jacques Rigaut (futuro escritor dadaísta). En 1917, sirvió en la Primera Guerra Mundial como conductor de ambulancias. En 1918 se inició como periodista de L'Intransigeant bajo el seudónimo de René Després. Al mismo tiempo, escribió canciones bajo el seudónimo de Danceny para Damia, célebre cantante francesa de la época.
Pronto obtuvo papeles como actor en diversas películas: Le Lys de la vie, L'Orpheline, Parisette, Le Sens de la mort y escogió para esta ocasión el seudónimo de René Clair. Se convirtió en director del suplemento de cine, de la revista Théâtre et Comœdia illustré. 
En 1922, comenzó la redacción del guion de El rayo diabólico que rodará en 1923 y estrenará en 1924 bajo el título París que duerme.
El ballet Relâche, del que Francis Picabia escribió el libreto, se instala en el Théâtre des Champs-Élysées donde su director, Jacques Hébertot, lo es igualmente del Théâtre et Comœdia illustré. Picabia deseaba que se proyectara un film en el entreacto. René Clair será elegido para realizarlo. La película de inspiración dadaísta Entreacto que cuenta con la colaboración de Erik Satie en el apartado musical, y del mismo Picabia, creará un gran escándalo que garantizará la notoriedad de Clair frente a la intelectualidad y los ambientes vanguardistas del París de la época.
Realizó después diversas películas de tono entre la comedia y lo fantástico, distinguiéndose de entre todas ellas El sombrero de paja de Italia, sobre una célebre obra teatral; pero se consagró en la escritura: Adams es publicada en 1926 por Ediciones Grasset. En 1929, escribió el guion de Prix de beauté, el cual iba a dirigir también en un principio, pero finalmente se encargó de ello Augusto Genina.
No es sino hasta su primer film sonoro, Bajo los techos de París (1930), cuando será reconocido a nivel internacional por el público y la crítica. El éxito se confirmó con los dos films que siguieron a este y conforman una especie de trilogía: El Millón (1930) con la fascinante actriz Annabella y Catorce de julio, que dan una radiografía de la sociedad francesa en distintas épocas; y Viva la libertad (1931), sátira utopista de la sociedad industrial, cuya música corría a cargo de Georges Auric, que el año anterior había debutado en Le sang d'un poète de Jean Cocteau, y que había colaborado años atrás como actor con Clair en Entreacto. La película obtuvo sendos premios en el Festival de cine de Venecia y de la revista de cine japonesa Kinema Junpo de Tokio, además de ser nominada a un premio Óscar.
En 1936, se presentó Tiempos modernos de Charles Chaplin. La sociedad alemana Tobis, que había producido Viva la libertad, y que por aquel entonces estaba bajo el control del ministro de Propaganda del Tercer Reich, Joseph Goebbels, decidió demandar a Chaplin por imitación y plagio. Clair se opuso a esta decisión, considerando la película de Chaplin, personaje al que admira, como un homenaje indirecto al suyo. La productora Tobis sin embargo continuará acosando a Chaplin.
Después del fracaso de su película El último millonario (1934), René Clair aceptó la oferta que le hace el conocido productor Alexander Korda para trabajar en Londres. Se reunirá brevemente con el éxito con El Fantasma va al Oeste (1935), comedia de tono fantástico en la que brillan las estrellas inglesas Robert Donat y Jean Parker, pero su próxima película, Break the News (1937), versión inglesa de La Mort en fuite estrenada en Francia el año anterior, le llevó nuevamente al fracaso.
De nuevo en Francia a finales de 1938, comenzó a rodar Aire puro en julio de 1939. El rodaje es interrumpido cuando diversos miembros del equipo de rodaje fueron reclutados por el Ejército francés. La película nunca se terminó. En junio de 1940, René Clair abandonó Francia con su mujer e hijo, pasando por España y Portugal, y embarcando hacia Nueva York. El Gobierno de Vichy le retiró entonces la nacionalidad francesa, aunque poco después anuló esta decisión.
René Clair fue bien acogido en Hollywood, donde realizó cuatro películas: La Llama de Nueva Orleans (1941), comedia de regular éxito con Marlene Dietrich; Me Casé con una bruja (1942), hito de la comedia fantástica estadounidense, donde los actores Fredric March y Veronica Lake quedaron inmortalizados para el cine definitivamente; Sucedió mañana (1944), comedia de mucha brillantez y con ecos del cine mudo, donde brillaron Dick Powell y Linda Darnell, y Diez negritos (1945), adaptación de la novela homónima de Agatha Christie, donde Clair manejó un impresionante reparto de actores secundarios encabezados por Walter Huston y la actriz de El ladrón de Bagdad, June Duprez.
Retornó a Francia en 1946, donde rodó El Silencio es de oro (1947), homenaje sentido y emocionante a los pioneros del séptimo arte, con Maurice Chevalier en uno de sus papeles culminantes. La belleza del diablo (1949), donde revisa el mito de Fausto logrando una obra maestra, y dirigió a Gérard Philipe por primera vez, con quien volverá a coincidir en Mujeres soñadas (1952), película en episodios, donde sobresalen también Martine Carol y Gina Lollobrigida.
En 1955, apareció su primera película en color, Las Maniobras del Amor, que obtuvo el Premio Louis-Delluc y se convirtió en uno de sus mayores éxitos personales y profesionales, donde dio su primera oportunidad a la mítica Brigitte Bardot antes de su éxito con Roger Vadim el año siguiente. Llevó más tarde a la pantalla una novela de René Fallet, La Grande ceinture, con el título Puerta de las Lilas (1957), un drama realista y trágico que tendrá una gran influencia en las siguientes décadas del cine galo, y donde aparece el cantante Georges Brassens en su primera interpretación fílmica.
En 1960, fue elegido miembro de la Academia francesa; siendo la primera vez que un cineasta profesional hace su entrada en la misma. Al mismo tiempo, surge la Nouvelle Vague, movimiento transformador de los convencionalismos del cine tradicional francés, que reniega de la filosofía y vigencia de la generación de directores a que pertenece el propio Clair junto a Marcel Carné, Julien Duvivier, etc.
Alterna entonces su participación en películas compartidas con otros directores: La Francesa y el amor (1960) y Las Cuatro verdades (1962), comedia basada en fábulas de Theodor La Fontaine, donde España aporta como realizador a Luis García Berlanga, y cuyo éxito dio pie a una serie para TV en 1964.
Finalizó su carrera con 2 largometrajes: Todo el oro del mundo (1961) con Bourvil y Philippe Noiret en los papeles principales, y Fiestas galantes exhibida en 1965, que fue su última película.
A partir de entonces, René Clair se consagró a la escritura y a la puesta en escena teatral. Realizó, entre otras, Relâche de Picabia (1970), y tocó el género operístico con Orfeo y Eurídice (1973), presentada en la Ópera de París.
En 1974 fue presidente del jurado del Festival de Cannes. Creó y presentó la obra La Catin aux lèvres douces en el Théâtre de l'Odéon y se interesó por el cómic.
Murió el 15 de marzo de 1981.

## Filmografía
| Título en España                        | Título original                         | Director(es) |
| --------------------------------------- | --------------------------------------- | ------------ |
| París que duerme                        | Paris qui dort                          | 1923         |
| Entreacto (corto)                       | 'Entr'acte                              | 1924         |
| El fantasma del Moulin-Rouge            | Le fantôme du Moulin-Rouge              | 1925         |
| El viaje imaginario                     | Le voyage imaginaire                    | 1926         |
| La presa del viento                     | La Proie du vent                        | 1927         |
| La Tour                                 | La Tour                                 | 1928         |
| Un sombrero de paja de Italia           | Un chapeau de paille d'Italie           | 1928         |
| Les Deux timides                        | Les Deux timides                        | 1928         |
| Bajo los techos de París                | Bajo los techos de París                | 1930         |
| El millón                               | El millón                               | 1931         |
| Viva la libertad                        | À nous la liberté                       | 1931         |
| Catorce de julio                        | Quatorze Juillet                        | 1933         |
| El último millonario                    | Le dernier milliardaire                 | 1934         |
| El fantasma va al Oeste                 | The Ghost Goes West                     | 1935         |
| Break the News                          | Break the News                          | 1938         |
| La llama de Nueva Orleans               | The Flame of New Orleans                | 1941         |
| Me casé con una bruja                   | I Married a Witch                       | 1942         |
| Por siempre y jamás                     | Forever and a Day                       | 1943         |
| Sucedió mañana                          | It Happened Tomorrow                    | 1944         |
| Diez negritos                           | And Then There Were None                | 1945         |
| El silencio es de oro                   | Le silence est d'or                     | 1947         |
| La belleza del diablo                   | La beauté du diable                     | 1950         |
| Mujeres soñadas                         | Les belles de nuit                      | 1952         |
| Las maniobras del amor                  | Les Grandes manoeuvres                  | 1955         |
| Puerta de Lilas                         | Porte des Lilas                         | 1957         |
| La francesa y el amor                   | La française et l'amour                 | 1960         |
| Todo el oro del mundo                   | Tout l'or du monde                      | 1961         |
| Las cuatro verdades                     | Les Quatre Vérités                      | 1962         |
| Les Fables de La Fontaine (serie de TV) | Les Fables de La Fontaine (serie de TV) | 1964         |
| Fiestas galantes                        | Les fêtes galantes                      | 1965         |

## Premios y distinciones
Premios Óscar
| Año  | Categoría                          | Película            | Resultado |
| ---- | ---------------------------------- | ------------------- | --------- |
| 1958 | Mejor película de habla no inglesa | Puerta de las lilas | Nominado  |

Festival Internacional de Cine de Venecia
| Año  | Categoría              | Película          | Resultado |
| ---- | ---------------------- | ----------------- | --------- |
| 1932 | Mejor Película cómica  | À nous la liberté | Ganador   |
| 1938 | Recomendación especial | Break the News    | Ganador   |
| 1952 | Premio FIPRESCI        | Mujeres soñadas   | Ganador   |